# Olivia Borlée
Olivia Borlée (Woluwe-Saint-Lambert, 10 de abril de 1986) ha sido una atleta belga especialista en 200 metros. Tiene una mejor marca personal de 22.98 segundos en esta prueba y de 11.39 segundos en 100 metros. 
En los campeonatos de mundo de atletismo de Osaka 2007, Olivia corrió junto a Hanna Mariën, Élodie Ouédraogo y Kim Gevaert la primera posta del relevo 4x100 m belga que se hizo con la medalla de bronce con un tiempo de 42.75 segundos, que supuso un nuevo récord nacional de Bélgica.
En 2008 Olivia representó a su país en los Juegos Olímpicos de Pekín de nuevo como miembro del cuarteto de 4 x 100. Junto a Mariën, Ouégraogo y Gevaert, Borlée logró una histórica medalla de plata para su país con un nuevo récord belga tras parar el cronómetro en 42.54 segundos, 23 centésimas por detrás de Rusia. Las belgas se habían impuesto en su serie eliminatoria con el tercer mejor tiempo de todas las participantes. 
En los mundiales de Berlín 2009, Olivia participó en los 200 metros además de en el relevo. En la prueba individual, consiguió clasificarse para las semifinales, donde acabó 8.ª en su serie. El relevo 4 x 100, no consiguió clasificarse para la final. El cuarteto que presentó Bélgica en Berlín era diferente al de Osaka y Pekín debido a la retirada de la mejor de sus atletas, Kim Gevaert. Olivia, al igual que sus hermanos, los gemelos Jonathan y Kevin Borlée, es entrenada por su padre, el exatleta Jacques Borlée.
En 2016 fue abanderada de Bélgica en la ceremonia de apertura de los Juegos Olímpicos de Río de Janeiro 2016.